# Tommy Roe
Tommy Roe, (Atlanta, 9 mei 1942) is een Amerikaanse zanger, gitarist en songwriter. Het best herinnerd voor zijn hits Sheila (1962) en Dizzy (1969) werd Roe algemeen gezien als een van de archetypische bubblegum-artiesten van de late jaren 1960.

## Carrière
Roe is geboren en getogen in Atlanta, waar hij naar de Brown High School ging. Na zijn afstuderen kreeg hij een baan bij General Electric.
Hij had in 1962 een Billboard nummer 1-hit in de Verenigde Staten en Australië met het nummer Sheila. Een toename van de wereldwijde verkoop van Sheila betekende dat de Recording Industry Association of America de gouden plaat pas in 1969 presenteerde. Toen Sheila in 1962 een hit werd, vroeg ABC-Paramount Records hem om op tournee te gaan om de hit te promoten. Hij aarzelde om zijn vaste baan bij General Electric op te geven totdat ABC-Paramount hem $ 5.000 had voorgeschoten.
In maart 1963 berichtte het Britse muziektijdschrift NME echter dat hij en Chris Montez tijdens een 21-daagse tournee door het Verenigd Koninkrijk allebei in de schaduw waren gesteld door The Beatles en hun fans. Eind dat jaar scoorde Roe een Top 10-hit met Everybody, die de Amerikaanse nummer 3 en de Britse nummer 9 bereikte, en The Folk Singer (VK, #4), geschreven door Merle Kilgore, was ook populair.
Na een meer succesvolle tournee door het Verenigd Koninkrijk door zijn vriend Roy Orbison, toerde Roe daar en verhuisde vervolgens naar Engeland waar hij enkele jaren woonde. In 1964 nam Roe het door Buzz Cason geschreven nummer Diane From Manchester Square op. De verkoop van deze single in het Verenigd Koninkrijk was slecht en het kon zich niet in de hitlijst plaatsen. Tijdens de jaren 1960 had hij nog een aantal Top 40-hits, waaronder Sweet Pea (1966, #8, #1 Canada) en Hooray for Hazel (#6, #2 Canada).
In 1969 bereikte zijn nummer Dizzy nummer 1 in de UK Singles Chart, nummer 1 in Canada, evenals nummer 1 in de Billboard Hot 100. Van deze transatlantische hittopper waren medio april 1969 twee miljoen exemplaren verkocht, wat hem zijn derde gouden plaat opleverde.
Roe speelde een gastrol in de aflevering The Four of Spades van de Amerikaanse sitcom Green Acres,  uitgezonden op 8 november 1969.
Zijn laatste Top 10 single Jam Up and Jelly Tight, een nummer geschreven in samenwerking met Freddy Weller, werd zijn vierde gouden plaat, met een piek op nummer 8 in de Verenigde Staten en nummer 5 in Canada in 1970.
Hoewel zijn muziekstijl in populariteit daalde met de massamarkt in de jaren 1970, behield Roe een aanhang en bleef optreden op verschillende concertlocaties, soms met nostalgische rock-'n-rollers uit de jaren 1960 zoals Freddy Cannon en Bobby Vee. Hij nam eind jaren 1970 en 1980 talloze singles op die gericht waren op de countrymuziekmarkt. In 1986 werd Roe opgenomen in de Georgia Music Hall of Fame en zijn baanbrekende bijdrage aan het genre is erkend door de Rockabilly Hall of Fame.
Roe's autobiografie From Cabbagetown to Tinseltown, oorspronkelijk gepubliceerd in 2016, werd samen met Michael Robert Krikorian geschreven.
Op 7 februari 2018 kondigde Roe officieel zijn pensionering aan op zijn Facebook-pagina.
Op 25 juni 2019 vermeldde The New York Times Magazine Tommy Roe als een van de honderden artiesten wiens materiaal naar verluidt werd vernietigd tijdens de Universal-brand van 2008.

## Privéleven
Als inwoner van Atlanta en Beverly Hills was hij getrouwd met actrice Josette Banzet tot haar dood in 2020. Hij heeft een dochter genaamd Cynthia, drie kleinkinderen en drie achterkleinkinderen die allemaal in Georgië wonen.

## Discografie

### Singles
- 1962: Sheila
- 1963: The Folk Singer
- 1963: Everybody
- 1966: Sweet Pea
- 1966: Hooray For Hazel
- 1969: Dizzy
- 1969: Jam Up Jelly Tight
- 1969: Heather Honey
- 1969: Jack and Jill
- 1971: Stagger Lee

### NPO Radio 2 Top 2000
| Nummer met noteringen in de NPO Radio 2 Top 2000 | '99  | '00-'02 | '03  |
| ------------------------------------------------ | ---- | ------- | ---- |
| Sheila                                           | 1508 | -       | 1962 |

1. ↑  Een '-' betekent dat het nummer niet was genoteerd en een vetgedrukt getal geeft de hoogste notering aan.
2. ↑  Deze tabel is bijgewerkt tot en met de laatste editie (2024).

- Biblioteca Nacional de España: XX1556125
- Bibliothèque nationale de France: cb14823343b (data)
- Gemeinsame Normdatei: 134500032
- International Standard Name Identifier: 0000 0001 0776 479X
- Library of Congress Control Number: n94005723
- MusicBrainz: 01e708f5-bb89-44b5-84db-df544cff636d
- Nationale Bibliotheek van Tsjechië: xx0080122
- Virtual International Authority File: 5196068
- WorldCat: E39PBJcgryCg7FkJPTjfQptHYP